# Cabo (telenovela)
Cabo es una telenovela producida por José Alberto Castro para TelevisaUnivision, entre 2022 y 2023. Es una versión de la historia de 1985 creada por María Zarattini, Tú o nadie, basada en la versión de 1995 —producido también por Castro— Acapulco, cuerpo y alma, de Eric Vonn, siendo adaptada de igual forma por José Alberto Castro y Vanesa Varela. Se estrenó a través de Las Estrellas el 24 de octubre de 2022 en sustitución de La madrastra, y finalizó el 17 de febrero de 2023 siendo reemplazado por El amor invencible.
Está protagonizada por Bárbara de Regil y Matías Novoa, junto con Eva Cedeño, Diego Amozurrutia, Mar Contreras, María Chacón y Markin López en los roles antagónicos.

## Trama
Cabo relata la historia de Sofía (Bárbara de Regil), una pueblerina de la cual se casa perdidamente enamorada de “Alejandro” (Diego Amozurrutia), un joven empresario con un interés en particular hacía Sofía. Después de contraer nupcias, “Alejandro” le dice que debe partir por unos asuntos de negocios, sin imaginarse, en especial Sofía, que sería la última vez que se verían juntos pues “Alejandro” sufre un accidente aéreo ocasionando su ″supuesto deceso″.
Estando desconsolada, Sofía decide viajar a Los Cabos para conocer a la familia de su difunto esposo. Sin imaginarse que al llegar, su vida cambiará para siempre, debido a que se reencuentra con “Alejandro”, quien se encontraba vivo e ileso del accidente, además de descubrir que dicho joven no es el hombre que aparentaba ser bueno y sencillo con el que se casó. El joven le confiesa que su verdadero nombre es Eduardo, argumentando que usurpó el nombre de su medio hermano para que ella, por la vía legal, estuviese casado con el auténtico Alejandro (Matías Novoa), quien realmente sí estuvo en el momento del accidente de avión, para así, poder heredar tanto Eduardo como Sofía, su fortuna juntos.
Con una confusión y decepción a la vez, Sofía no se presta a seguir en los planes de Eduardo, pero éste, al ver que ella no quiere ser partícipe, amenaza a Sofía de encarcelar a su padre incriminándolo como el responsable causante del accidente de avión en el que murió Alejandro.
Sin embargo, un giro inesperado hace que el verdadero Alejandro se salve del accidente, regresando a su hogar recuperado de sus lesiones, luego de ser rescatado por unos pescadores, pues él se sorprenderá que tiene una esposa a la cual no recuerda en lo absoluto.
Para Sofía, no le quedará remedio que seguir con la mentira de Eduardo, sin imaginar que entre ella y el verdadero Alejandro nacerá un apasionante e intenso amor.

## Reparto
Una lista del reparto confirmado se publicó el 16 de agosto de 2022, a través del sitio web oficial de Las Estrellas.

### Principales
- Bárbara de Regil como Sofía Chávez Pérez
- Matías Novoa como Alejandro Noriega
- Eva Cedeño como Isabela Escalante
- Diego Amozurrutia como Eduardo Torres Alarcón
- Rebecca Jones como Lucía Alarcón (eps. 1–50)
- Rafael Inclán como Alfonso «Poncho» Chávez
- Mar Contreras como Vanessa Noriega Alarcón
- Roberto Ballesteros como Fausto Cabrera
- Fabiola Campomanes como Malena Sánchez
- María Chacón como Rebeca Chávez Pérez
- Arlette Pacheco como Guadalupe Gutiérrez[9]
- Raúl Coronado como Alan Ortega[9]
- Carlos Athié como Ernesto
- Bárbara Torres como Carmen Pérez[9]
- Gonzalo Vega Jr. como Luis Sánchez
- Markin López como Álvaro Ruiz
- Sofía Rivera Torres como Karen Escalante
- Lorena Sevilla como Blanquita
- Azela Robinson como Lucía Alarcón (eps. 51–85)[10][11]

### Recurrentes e invitados especiales
- Felicia Mercado como Jimena Manrique
- Sergio Klainer como Hugo Reyes
- Fernando Robles como Ulises
- Christian de la Campa como Maximiliano «Max» Rivas[12]
- Rafael Novoa como Miguel Cantú[13][14][15]

## Episodios
| N.º | Título                                       | Fecha de emisión original | Audiencia (millones) |
| --- | -------------------------------------------- | ------------------------- | -------------------- |
| 1 | «¿Prometes amarlo por el resto de tus días?» | 24 de octubre de 2022     | 3.2                  |
| Alejandro tiene un enfrentamiento con Eduardo y le pide que no trabaje a sus espaldas, él le asegura que no es su empleado para que le diga lo que tiene que hacer, mientras tanto, Sofía se alista para su boda con ‘Alejandro’. Eduardo provoca que Isabela se ponga celosa al saber que Alejandro va a realizar un viaje de negocios, Sofía recuerda el día que ‘Alejandro’ le propuso matrimonio. Isabela cree que Alejandro le oculta algo y por eso no ha formalizado su relación, Eduardo le tiende una trampa a su hermano. Sofía se casa con ‘Alejandro’ él la lleva a conocer su nuevo hogar y queda encantada con lo bonita que es su casa. Alejandro realiza un viaje de negocios, pero durante el trayecto el avión presenta una falla mecánica, Eduardo le informa a su mamá que Alejandro murió. |                                              |                           |                      |
| 2 | «¿Quién es esa mujer?»                       | 25 de octubre de 2022     | 3.2                  |
| Lucía le llama a Sofía para informarle que ‘Alejandro’ murió, y le pide a su familia conocer a la pareja de su hijo antes de emitir algún juicio. Lucía sufre una crisis al entrar a la habitación de su hijo y asegura frente a Eduardo que Alejandro era el mejor hijo. Vanesa le informa a Isabela que Alejandro se casó en secreto, Sofía y Rebeca llegan a la casa de Alejandro y Lucía les revela que su hijo era uno de los hombres más ricos del país. Alejandro logra despertar. Lucía quiere conocer la historia de amor de su hijo con Sofía. Eduardo visita a Alfonso y le revela su verdadero nombre. Rebeca, le aconseja a Sofía que aproveche el momento ya que su destino puede cambiar. Eduardo amenaza a Don Alfonso e Isabela conoce a Sofía. |                                              |                           |                      |
| 3 | «Me enamoré de una mentira»                  | 26 de octubre de 2022     | 3.4                  |
| Sofía ve a ‘Alejandro’ y se emociona de la impresión, pero Eduardo, le revela a Sofía que Alejandro es su hermanastro, ella al conocer la verdad, lo desprecia. Isabela no está dispuesta a que sea criticada por la sociedad y junto con Vanesa atacan a Rebeca, pero ella se defiende. Eduardo, amenaza a Sofía con acusarla de planear la muerte de Alejandro, ya que tiene pruebas de que su papá estuvo en el avión de su hermano. Rebeca se entera de que Eduardo solo utilizó a Sofía para quedarse con la herencia de su hermano, Alejandro regresa a su casa y sorprende a su familia. Alejandro se entera de que se casó en secreto, él pide ver a su esposa. Lucía le comparte a Eduardo que su hermano tiene amnesia temporal. |                                              |                           |                      |
| 4 | «Para mí es una extraña»                     | 27 de octubre de 2022     | 3.0                  |
| Sofía intenta decirle la verdad a Alejandro, pero Eduardo lo impide. Lucía le suplica a Isabela que respete a la esposa de su hijo. Sofía se niega a seguir engañando a Alejandro, ya que es una buena persona. Lucía, le asegura a su hijo que su esposa es una buena mujer. Isabela, al ver a Alejandro lo besa sin importarle que su esposa esté presente. Lucía le asegura a Sofía que debe verse impecable, además, Alejandro le pone un alto a Isabela y le pide que respete a Sofía. Alejandro está dispuesto a presentar a su esposa ante sociedad. Sofía y Rebeca se dan cuenta de que Karen está interesada en Eduardo. Alejandro le pide a Sofía que le platique como se conocieron, ella le asegura que fue en la fonda donde trabajaba, sin embargo, Alejandro intenta darle un beso para recordar su relación. |                                              |                           |                      |
| 5 | «No hay nada más hermoso que verte»          | 28 de octubre de 2022     | 3.0                  |
| Sofía, le pide el divorcio a Alejandro pero él no acepta la petición de su esposa, y le asegura que si se casaron fue por el amor que se tienen. Alejandro no encuentra pruebas de su relación con Sofía y sospecha que su accidente fue provocado. Isabela le reclama a Karen por acompañar a Sofía y a su hermana a comprarse ropa. Sofía acompaña a Alejandro a su conferencia de prensa y la presenta como su esposa. Isabela, le asegura a Karen que todo le está saliendo mal. Alejandro invita a Sofía a dar un paseo en yate, ella aprovecha el momento para reclamarle por su relación con Isabela. Sofía rechaza el regalo que le da Alejandro y le asegura que no es una mujer interesada, él no deja de admirar a su esposa y le da un beso. |                                              |                           |                      |
| 6 | «Tú eres solo mía»                           | 31 de octubre de 2022     | 3.1                  |
| Sofía acepta frente a su hermana que le gusta Alejandro. Vanesa rechaza tener intimidad con Ernesto. Rebeca se molesta al saber que Sofía rechazó la joya que le regaló Alejandro, Eduardo le aconseja a su hermano que si duda de su esposa lo mejor será que le pida el divorcio. Isabela continúa con la idea de reconquistar a Alejandro, por lo que aprovecha para cercarse a él y le jura que respetará a su esposa. Eduardo ve a Sofía besándose con Alejandro y no permitirá que su hermano le quite el amor de Sofía. Isabela, le comenta a Karen que luchará por reconquistar el amor de Alejandro. Eduardo le hace una escena de celos a Sofía, ella le asegura que ya no quiere estar cerca de él, Isabela los encuentra juntos y cuestiona su relación. Alfonso se presenta con Alejandro, pero su actitud hace dudar al esposo de su hija. |                                              |                           |                      |
| 7 | «No soy una buena mujer»                     | 1 de noviembre de 2022    | 2.8                  |
| Rebeca le asegura a Eduardo que Sofía se está enamorando de Alejandro, él la amenaza con meterla a la cárcel si las cosas no salen como están planeadas. Sofía no quiere revelarle la verdad a Alejandro y se siente mal por mentirle. Ernesto invita a Rebeca a dar un paseo en yate, ella no duda en aceptar. Sofía teme que su papá se emborrache frente a Alejandro. Alfonso le hace jurar a Alejandro que va a cuidar de su hija y le revela que Sofía se casó pensando que él era otra persona, Eduardo quiere que Rebeca lo ayude para que Sofía no se enamore de su hermano. Eduardo le aconseja a Lucía que hable con Alejandro para que le informe qué parte de la fortuna le pertenece y Alejandro le revela su pasado a Sofía. Alfonso acepta irse a vivir con su hija Sofía y Alejandro, Eduardo tiene un enfrentamiento con su hermano por quitarle el control del dinero familiar y Ernesto le revela a su cuñado que encontró a Sofía discutiendo con Eduardo. |                                              |                           |                      |
| 8 | «Me obligó a engañarte»                      | 2 de noviembre de 2022    | 2.9                  |
| Sofía le da una cachetada a Vanesa y le asegura que no tiene ningún derecho de ofenderla, Alejandro está seguro que Eduardo está detrás de su accidente y manda a investigarlo. Eduardo le comenta a su mamá que no está de acuerdo que la familia de Sofía viva en su casa, Alejandro al ver que Vanessa está insultando a su esposa le alza la voz y le pide que la respete. Sofía le confiesa a Blanquita que está desesperada ya que teme ir a la cárcel por ser cómplice de Eduardo. Blanquita le revela a su amiga que sus papás están vendiendo cosas robadas. Alejandro encara a Eduardo y le pide que le regrese el dinero robado, Sofía le comenta a Alejandro que planea regresarse a su casa ya que sus familias son completamente diferentes. Alejandro obliga a Vanessa a pedirle una disculpa a Sofía, él decide invitar a su esposa a una cena romántica y ella aprovecha la ocasión para confesarle que Eduardo la obligó a engañarlo. |                                              |                           |                      |
| 9 | «Nunca podría odiarte»                       | 3 de noviembre de 2022    | 3.1                  |
| Sofía le revela a Alejandro toda la verdad y le asegura que se siente arrepentida por mentirle y ser cómplice de Eduardo, Alfonso y Lucía desean que sus hijos se casen por la iglesia. Sofía le confiesa a Alejandro que lo ama ya que es un gran hombre, él no duda en besarla y le asegura que nunca podrá odiarla ya que también se está enamorando. Alejandro encara a Eduardo al conocer la verdad y jura que pagará por todo el daño que ha provocado, él le asegura que tiene las pruebas de que Sofía está mintiendo. Isabela, le comenta a Lucía que vio a Sofía y a Eduardo peleando como si fueran una pareja, por lo que presiente que entre ellos dos existe algo, ella cree que está malinterpretando la situación. Sofía le confiesa a Blanquita que fue un error haberse enamorado de Alejandro. Eduardo teme ir a la cárcel, ahora que Alejandro ya sabe la verdad y él le asegura a Álvaro que no permitirá que su hermano se quede con el amor de Sofía. Isabela le da una cachetada a Sofía y la avienta a la alberca. |                                              |                           |                      |
| 10 | «¡Eduardo y Sofía son amantes!»              | 4 de noviembre de 2022    | 3.3                  |
| Luego de la agresión que le dio Isabela a Sofía, Eduardo logra engañarla para que huya con él y desconfía de Alejandro. Eduardo confía en Isabela para contarle su plan y separa a Sofía de Alejandro. Sofía encara a Alejandro y así echa abajo la mentira de Eduardo. Alejandro le da su lugar a Sofía y termina por correr de su casa a Isabela y a Vanessa. Para olvidar el mal momento que les hizo pasar Eduardo. Alejandro sorprende a Sofía con una romántica cena en el yate. |                                              |                           |                      |
| 11 | «Aléjate de mi mujer»                        | 7 de noviembre de 2022    | 3.2                  |
| Sofía y Alejandro pasan su primera noche juntos y se dejan llevar por la pasión, Eduardo está dispuesto a impedir que Sofía esté con Alejandro. Eduardo sorprende a Sofía y a Alejandro en el yate y los amenaza, pero todo fue un mal sueño, ya que Alejandro la tranquiliza y le asegura que solo fue una pesadilla. Eduardo le confiesa a Lucía que no permitirá que su hermano le quite el amor de Sofía. Eduardo, le asegura a su mamá que Alejandro envolvió a Sofía. Lucía cree que fracasó como mamá al ver que sus hijos crecieron odiándose. Rebeca provoca los celos de Eduardo, al asegurarle que su hermana pasó la noche con Alejandro. Sofía le confiesa a Alejandro que está viviendo los mejores momentos, él cree que lo mejor es que Eduardo ya no viva con ellos para que puedan ser felices. Alejandro revela que Eduardo lo quiso matar para quedarse con toda su fortuna, él lo amenaza con una pistola y Lucía se interpone entre sus hijos. |                                              |                           |                      |
| 12 | «Estoy harto de ti»                          | 8 de noviembre de 2022    | 3.3                  |
| Lucía es lesionada tras un enfrentamiento entre Alejandro y Eduardo. Blanquita comienza a trabajar con Isabela. Eduardo provoca el enojo de Alejandro, al asegurarle que tarde o temprano Sofía va a regresar a sus brazos, ella se entera de que su papá metió a su compadre a la casa de Alejandro. Eduardo le desea la muerte a Alejandro, él lo corre de la casa y le asegura que está dispuesto a que su vida se convierta en un infierno. Alan duda de que Sofía esté enamorada de Alejandro y decide enfrentarla. Eduardo ya planea su ataque para que su hermano comience a dudar de Sofía. Eduardo amenaza a Sofía y le asegura que nadie se burla de él, además, Isabella está dispuesta a quitar de su camino a Sofía con ayuda de Vanessa. |                                              |                           |                      |
| 13 | «Jugaste con mis dos hijos»                  | 9 de noviembre de 2022    | 3.3                  |
| Alejandro le pide a Lucía que abra los ojos y que su amor de madre no la ciegue y le asegura que Eduardo es el culpable de todas las desgracias. Lucía se niega a creer que su hijo les esté causando muchos problemas a la familia y Alejandro le asegura que tendrá que denunciar a Eduardo, ella le pide que no lo haga. Eduardo le propone a Isabela unirse para separar a Sofía de la vida de Alejandro, él con mentiras, le platica cómo conoció a la hija de Alfonso y cómo su hermano se metió entre ellos dos. Jimena le reclama a Sofía por arruinarle la vida a su hija Isabela, Karen trata de defenderla ante los ataques de su mamá. Álvaro intenta ganarse a Rebeca para convertirla en su aliada, Lucía le reclama a Sofía por meterse en la vida de sus hijos y le pone precio para que se vaya de su casa. |                                              |                           |                      |
| 14 | «Vamos a comenzar nuestra historia»          | 10 de noviembre de 2022   | 3.0                  |
| Eduardo se hace la víctima frente a su mamá. Alejandro le jura a Sofía que siempre estará a su lado y se entregan a la pasión. Vanessa tiene una cena de negocios con Max. Al terminar su cena de negocios con Max, Vanessa siente una conexión especial. Alfonso se relaciona en una pelea de cantina y Álvaro habla mal de Alejandro con Rebeca. Sofía sorprende a Alejandro con un desayuno. Malena suplica salir de la cárcel ya que su hermano la necesita y Sofía se entera de que su papá fue detenido. |                                              |                           |                      |
| 15 | «Esto se termina ahora»                      | 11 de noviembre de 2022   | 3.3                  |
| Lucía le asegura a Sofía que Alejandro no se puede relacionar en ningún escándalo ya que eso podría afectarlo en sus negocios, Alfonso sale de la cárcel. Alan le muestra a Alejandro un video de Alfonso subiendo a su avión horas antes de su accidente. Max le da propuestas a Vanessa de cómo hacer crecer su hotel, Alan le pide a Alejandro que no caiga en las mentiras de Sofía, él le asegura que ya sabe lo que hará. Alfonso se enfrenta al enojo de su hija. Alejandro confronta a Sofía por el video de su papá y le asegura que ya está harto de sus mentiras, ante su enojo, la corre de su casa. Sofía le informa a su familia que dejar la casa de Alejandro, ya que conoció el video donde su papá está subiendo a su avión el día del accidente. |                                              |                           |                      |
| 16 | «No quiere saber nada de mí»                 | 14 de noviembre de 2022   | 3.5                  |
| 17 | «¿Te creíste especial para él?»              | 15 de noviembre de 2022   | 3.4                  |
| 18 | «Lo amo, pero duda de mí»                    | 16 de noviembre de 2022   | 3.1                  |
| 19 | «Nunca voy a estar contigo»                  | 17 de noviembre de 2022   | 3.3                  |
| 20 | «Lo perdí para siempre»                      | 18 de noviembre de 2022   | 3.0                  |
| 21 | «Nadie vuelve a hablar de esa mujer»         | 21 de noviembre de 2022   | 2.9                  |
| 22 | «Esa mujer es el diablo»                     | 22 de noviembre de 2022   | 3.0                  |
| 23 | «No voy a permitir que pises la cárcel»      | 23 de noviembre de 2022   | 3.2                  |
| 24 | «Orden de restricción»                       | 24 de noviembre de 2022   | 3.2                  |
| Sofía le asegura a Eduardo que por su culpa su papá está a punto de ir a la cárcel, él está dispuesto a decir toda la verdad. Alejandro le asegura a su mamá que tiene todo, menos el amor de Sofía. Lucía organiza una cena para celebrar los negocios de Alejandro e invita a Eduardo. Sofía denuncia a Eduardo por intento de violación, las autoridades le aseguran que al no existir pruebas en contra del acusado no se puede levantar la demanda, pero giran una orden de restricción. Rebeca, al ver que Sofía se niega pedirle ayuda a Eduardo, le asegura que no se sienta culpable si su papá pisa la cárcel. Eduardo busca aprovecharse del proyecto del Ernesto para tomar ventaja en la empresa, más tarde, él recibe una orden de restricción en favor de Sofía Chávez por acoso sexual. |                                              |                           |                      |
| 25 | «Ya es demasiado tarde»                      | 25 de noviembre de 2022   | 3.7                  |
| Lucía le asegura a Alejandro que está cansada de Sofía por lo que esta dispuesta a ponerle un alto, él se entera de que su esposa interpuso una orden de restricción en contra de Eduardo. Vanessa le confiesa a Isabela que se está encariñando con Max. Alejandro sorprende a Sofía en la fonda y ella le confirma que Eduardo quiso hacerle daño, Alejandro le reclama a Sofía por ser cómplice de Eduardo y él intenta reconciliarse, pero Sofía lo rechaza y le asegura que cada quien debe seguir con su camino. Sofía confronta a Rebeca por la mentira que le dijo a Alejandro y está segura que Eduardo está detrás de su traición, por lo que Rebeca decide irse de la casa y le asegura a su papá que no puede estar cerca de Sofía. Alfonso rinde su declaración, pero es detenido. |                                              |                           |                      |
| 26 | «Presunto culpable»                          | 28 de noviembre de 2022   | 3.2                  |
| Alfonso es detenido, ya que su declaración presentó muchas inconsistencias. Álvaro se niega a vivir con Rebeca, e Isabela se entera de que Alejandro buscó a Sofía. Isabela, le asegura a Alejandro que Sofía está sacando lo peor de él. Rebeca, le suplica a Eduardo que ayude a su papá a salir de la cárcel, él se niega ya que Sofía le prohibió acercarse a ella con una orden de restricción. Ernesto busca reconquistar a Vanessa y la sorprende con una noche romántica. Rebeca le informa a Sofía que Eduardo está dispuesto ayudarlas, siempre y cuando ella retire la orden de restricción que interpuso en su contra. Isabela impide que Alejandro se le vaya a los golpes a Eduardo y le prohíbe que se le acerque a Sofía, además, ella se molesta con el hijo de Lucía al ver que provocó a su novio. Alejandro comienza a recordar sucesos de su accidente. Alfonso está dispuesto a declarase culpable, ya que no quiere que sus hijas se acerquen a Alejandro y a Eduardo para pedirles ayuda. |                                              |                           |                      |
| 27 | «Tu papá es inocente»                        | 29 de noviembre de 2022   | 3.2                  |
| Sofía está segura que si Eduardo quiera ayudarlas no pondría condiciones, Alejandro se entera de que el papá de Sofía fue trasladado al reclusorio y Luis acepta la ayuda de un especialista. Eduardo le quita el carro a Rebeca por no ayudarlo a que Sofía regrese a su lado, Alejandro siente mucha angustia por no recordar nada del accidente e Isabela al saber que su novio tiene que ir a declarar le asegura que no duda que Sofía esté involucrada. Hugo ayuda a Alejandro para que recuerde lo que sucedió el día de su accidente y confirma que el papá de Sofía es inocente, Fausto logra darle dinero a Sofía para que pague el abogado y su compadre logre salir de la cárcel. Alejandro llega a declarar sobre lo sucedido el día del accidente, Sofía al verlo, le pide que ayude a su papá, Max llega a la fiesta de Isabela, pero Vanessa se incomoda al verlo. Vanessa se pone celosa al ver a Max con otras mujeres, Alejandro le informa a Sofía que su papá es inocente, ella lo abraza como agradecimiento. |                                              |                           |                      |
| 28 | «Dejemos todo atrás»                         | 30 de noviembre de 2022   | 3.2                  |
| 29 | «¿Te quieres casar conmigo?»                 | 1 de diciembre de 2022    | 2.9                  |
| 30 | «Puede besar a la novia»                     | 2 de diciembre de 2022    | 3.0                  |
| 31 | «Nada nos podrá separar»                     | 5 de diciembre de 2022    | 3.2                  |
| 32 | «El verdadero peligro soy yo»                | 6 de diciembre de 2022    | 3.2                  |
| 33 | «Que muera de celos»                         | 7 de diciembre de 2022    | 3.5                  |
| 34 | «Ya no hay nada que nos separe»              | 8 de diciembre de 2022    | 3.5                  |
| 35 | «Le voy a poner un alto»                     | 9 de diciembre de 2022    | 2.8                  |
| 36 | «La voy a destruir»                          | 12 de diciembre de 2022   | 2.8                  |
| 37 | «Las desgracias llegan sin avisar»           | 13 de diciembre de 2022   | 3.4                  |
| 38 | «Hacerse la víctima»                         | 14 de diciembre de 2022   | 3.5                  |
| 39 | «¡Que se haga responsable!»                  | 15 de diciembre de 2022   | 3.4                  |
| 40 | «Esto no se va a quedar así»                 | 16 de diciembre de 2022   | 3.2                  |
| 41 | «El amor no debería doler»                   | 19 de diciembre de 2022   | 3.0                  |
| 42 | «Esto va a terminar muy mal»                 | 20 de diciembre de 2022   | 3.1                  |
| 43 | «La esposa que siempre quisiste»             | 21 de diciembre de 2022   | 3.2                  |
| 44 | «Va a pagar las consecuencias»               | 22 de diciembre de 2022   | 2.8                  |
| 45 | «Que se quede con ella»                      | 23 de diciembre de 2022   | 2.8                  |
| 46 | «¿Una familia unida?»                        | 26 de diciembre de 2022   | 2.9                  |
| 47 | «¡Me quieres de adorno!»                     | 27 de diciembre de 2022   | 3.4                  |
| 48 | «Los celos son lo más cercano al infierno»   | 28 de diciembre de 2022   | 3.1                  |
| 49 | «Es de vida o muerte»                        | 29 de diciembre de 2022   | 3.3                  |
| 50 | «Contigo aprendí a volar solo»               | 30 de diciembre de 2022   | 3.0                  |
| 51 | «Eres parte de esta familia»                 | 2 de enero de 2023        | 3.2                  |
| Miguel le confiesa a Sofía que no ha tenida buenas experiencias en el amor. Blanquita le revela a su mejor amiga que sus papás se distanciaron porque están interesados en Malena. Rebeca se entera de que Malena se encariñó con su papá y por esa razón se molestó con Fausto. Luis ya no quiere saber nada de Blanquita, ya que descubrió que está saliendo con Alan, y Sofía llega a la casa de Isabela para acompañar a su esposo Alejandro. Lucía, aprovecha que su familia está reunida para pedirle una disculpa a Sofía por todo el daño que le ha ocasionado, Jimena le asegura que no está de acuerdo con sus decisiones, pero lla le pide que las respete. Isabela pierde el control al saber que Sofía ya se ganó a Lucía. Sofía le revela a Alejandro que Eduardo llegó al restaurante y le asegura que tiene miedo de que le haga daño. Isabela insinúa que Miguel podría estar interesado en Sofía. Rebeca le asegura a Sofía que no tiene problemas con nadie. Alejandro, al saber que Eduardo buscó nuevamente a su esposa, le pone un alto. |                                              |                           |                      |
| 52 | «Alejandro nunca será para ti»               | 3 de enero de 2023        | 3.3                  |
| Lucía logra separar a sus hijos y le pide a Alejandro que se quite de la cabeza que Eduardo quiere con su esposa. Sofía le asegura a Jimena y a Isabela que aprovecharon los problemas de la familia Noriega para meterse en sus negocios. Isabela, aprovecha que Sofía está distraída para tirarla a la alberca. Ernesto le hace una oferta millonaria a Rebeca para que se pueda ir lejos del país y así no ponerse en peligro. Alejandro le reclama a Isabela por lo que le hizo a su esposa. Rebeca acepta el trato de Ernesto. Jimena se molesta con Isabela y le asegura que lo que hizo estuvo muy mal y puede perjudicarlas. Blanquita acepta que le gusta Alan, pero le confiesa que no se siente lista para comenzar una relación. Eduardo, le asegura a Miguel que si quiere lograr todas sus metas con quién debe tratar es con él y no con Alejandro. Jimena, le aconseja a Isabela esperar el primer error de Sofía para acercarse a Alejandro. Alan se reúne con Luis para confesarle que va a luchar por el amor de Blanquita y Eduardo amenaza con destruir a Alejandro. |                                              |                           |                      |
| 53 | «El trágico final de un vil mentiroso»       | 4 de enero de 2023        | 3.4                  |
| Eduardo le dice a Álvaro que planea jugar con los celos de Alejandro. Rebeca, sabiendo que su vida corre peligro, se despide de su familia y le pide perdón a Sofía. Ernesto se despide de Vanessa. Sofía le dice a Alejandro que está muy preocupada por su hermana. Álvaro encuentra el dinero que sacó Rebeca del banco, le confiesa que Ernesto la obligó. Isabela, al ver que Lucía está molesta con ella, le pide disculpas. Vanessa agradece a Sofía su sinceridad. Ernesto descubre que Rebeca lo tendió una trampa, por lo que le pide a Eduardo una oportunidad para escapar. Miguel le dice a Alejandro que Eduardo hace negocios a sus espaldas. Eduardo obliga a Ernesto a escribir una carta pidiendo perdón a Vanessa para posteriormente asesinarlo. |                                              |                           |                      |
| 54 | «Vete a lloriquear a otro lado»              | 5 de enero de 2023        | 3.4                  |
| Alejandro le cuenta a Lucía lo que hace Eduardo a sus espaldas. Karen, al ver a Eduardo tan ansioso le pregunta si hizo algo mal. Álvaro le advierte a Rebeca que debe estar de su lado para que pueda seguir disfrutando de todo lo que quiere. Alejandro le dice a Sofía que su madre planea volver a mudarse a la casa. Vanessa se entera de que Ernesto fue encontrado muerto en su departamento. Rebeca recibe la noticia de la muerte de Ernesto y culpa a Álvaro y Eduardo. Jimena le aconseja a Isabela que aproveche la situación de Vanessa para ganar más poder en la empresa. Rebeca confronta a Eduardo por lo que le hizo a Ernesto. Eduardo le pide a Álvaro que se lleve a Rebeca del funeral porque teme que le revele la verdad. Vanessa, sintiéndose culpable por la muerte de Ernesto, le pide a Max que no se meta en su vida. |                                              |                           |                      |
| 55 | «Sofía cae en la cruel trampa de Eduardo»    | 6 de enero de 2023        | 3.2                  |
| Max acepta la decisión de Vanessa y se aleja de ella. Eduardo le asegura a Lucía que no tiene la intención de seguir las reglas de Alejandro, ella le exige que trabaje bajo los lineamientos de la empresa. Isabela convence a Vanessa de hacer un viaje. Eduardo está molesto con Karen cuando se entera de que ella hará un viaje con Vanessa e Isabela. Vanessa da la orden de no modificar la oficina de Ernesto. Rebeca le comenta a Sofía que no puede creer que se esté conformando con el amor de Alejandro. Rebeca echa unas gotas en la bebida de Sofía, Eduardo aprovecha que ella duerme para besarla y fingir que estaba con ella, Alejandro los encuentra juntos en la cama. |                                              |                           |                      |
| 56 | «Metiste a tu amante a nuestra cama»         | 9 de enero de 2023        | 3.4                  |
| Alejandro golpea a Eduardo al grado de dejarlo inconsciente, él le reclama a Sofía por ser la amante de su hermano, pero ella lo niega todo, por lo que, Alejandro corre a Sofía de su casa de manera inmediata. Vanessa, le aconseja a Isabela que se fije en alguien más, ya que Alejandro está muy enamorado de Sofía. Lucía se impresiona al ver a Eduardo casi muerto y Alejandro le pide a Hugo que lo deje solo. En medio de la calle, Miguel rescata a Sofía y ella sufre una crisis nerviosa que hace que se desmaye, por lo tanto, Alejandro le confiesa a su mamá que encontró a Eduardo con Sofía en su propia cama. Sofía le revela a Miguel que Alejandro la corrió de su casa, él no puede creer lo que está escuchando pero ella decide contarle su pasado. Lucía busca a Sofía en la fonda de su papá, pero Carmen la corre. Vanessa acepta que Isabela vote por ella en el consejo, ahora que no se encuentra bien para tomar decisiones. Sofía, le comenta a Miguel que Eduardo no es una persona de confiar y Lucía enfrenta a su hijo por haberse metido con la esposa de Alejandro. |                                              |                           |                      |
| 57 | «Se fueron mis ganas de vivir»               | 10 de enero de 2023       | 3.3                  |
| Eduardo, le asegura a Lucía que de lo único que es responsable es de amar a Sofía, ella le reprocha por haberse metido con la esposa de su hermano y se decepciona de él. Alejandro, le revela a Alfonso que corrió a Sofía de su casa, ya que la encontró con Eduardo. Miguel sorprende a Sofía con unos regalos y Karen se entera de que Eduardo está hospitalizado. Rebeca llega al departamento de Eduardo en busca de Sofía, él le asegura que no sabe dónde está. Miguel está decidido a terminar su sociedad con los Noriega, pero Sofía le pide que no lo haga, pero él le hace una oferta laboral. Sofía, le revela a su papá que perdió al hombre de su vida por culpa de Eduardo, Alfonso al saber que Alejandro no se comportó como un caballero le pide a su hija que se quede con él, pero Sofía le comenta que se está quedando en la casa de Miguel. Karen, le reclama a Eduardo por haberse acostado con Sofía, él le asegura que todo fue su culpa ya que siempre lo rechazaba. Alejandro enloquece en furia al recordar las palabras de su hermano sobre Sofía. |                                              |                           |                      |
| 58 | «Qué hago con este dolor»                    | 11 de enero de 2023       | 3.5                  |
| Lucía, al ver que Alejandro y Vanessa están destruidos, les pide que es momento de sanar sus heridas para salir adelante. Jimena le reclama a Lucía por no ser una buena madre, ya que Alejandro y Eduardo se han encargado de destruir a sus hijas. Karen le asegura a Isabela que todo es su culpa, ya que siempre rechazó al hijo de Lucía. Isabela jura que quiere ver muerta a Sofía, ya que es la única culpable de sus desgracias. Luis sufre una crisis al no poder caminar después de su operación, y Max le revela a Miguel que está enamorado de Vanessa. Jimena, le reclama a Eduardo por lo que le hizo a Karen y le asegura que su error es querer ser como Alejandro. Vanessa y Max son fotografiados mientras se besan y se dejan llevar por la pasión. Eduardo se entera de que Sofía se está quedando en la casa de Miguel y Vanessa enfrenta a su mamá. |                                              |                           |                      |
| 59 | «Déjame protegerte»                          | 12 de enero de 2023       | 3.4                  |
| Lucía le prohíbe a Vanessa ver a Max, ella siente que fracasó como mamá pero Hugo le da un consejo. Blanquita trata de ayudar a su amiga Sofía. Miguel sorprende a Sofía en el restaurante de su papá, informándole que recibió una llamada muy rara de Eduardo y por lo que cree ya sabe que se está quedando en su casa, al ver que podría estar en peligro le ofrece su ayuda en todo momento. Vanessa le cede a Isabela el poder para que tome decisiones en la empresa. Blanquita trata de convencer a Alan de que Eduardo le puso una trampa a Sofía, pero él no sabe si creerle. Alfonso le da su cama a Sofía para que pueda descansar. Lucía, le asegura a Alejandro que tiene la inteligencia para salir adelante, por lo que le pide que no baje la guardia. Alejandro se reencuentra con Eduardo en la junta de consejo. Miguel, le asegura a Alejandro y a Eduardo que deben arreglar sus problemas antes de continuar en los negocios. Lucía acepta las disculpas de Jimena y Max le pide una oportunidad a Vanessa. |                                              |                           |                      |
| 60 | «No tengo nada que hablar contigo»           | 13 de enero de 2023       | 3.2                  |
| Después de presenciar la fuerte discusión entre Eduardo y Alejandro, Miguel Cantú le informa a Eduardo que arregle la situación con su hermano, porque después de ver su pelea, piensa que no fue buena idea invertir con ellos. Tras los problemas constantes problemas familiares, Lucía decide dejar la empresa por un tiempo, dejándole el poder a Ximena. Inmediatamente de tomar posesión como directora de Grupo Alva, Ximena busca a Eduardo para proponerle un trato y sacar de la jugada a Alejandro. Blanca, le dice a Sofía que el plan de que Alan hiciera entrar en razón a Alejandro falló. Sofía no pierde las esperanzas y decide ir a en busca de Alejandro, topándose con Vanessa y Lucía, quienes la corren y le piden alejarse de él. |                                              |                           |                      |
| 61 | «Sanar nuestros corazones»                   | 16 de enero de 2023       | 3.5                  |
| Sofía al sentirse insultada por Alejandro, le da una cachetada; Lucía la corre de la casa al presenciar la fuerte pelea y Jimena comienza sus negocios con Eduardo. Eduardo, le pide a Álvaro revisar los reportes de su mamá para poder recortar los gastos y así su constructora tenga más presupuesto. Sofía le asegura a Rebeca que no puede demostrarle a Alejandro que puede salir adelante sola, ya que eso no es cierto. Isabela le aconseja a Alejandro no regresar con Sofía, ya que es una mujer que solo le provoca dolor. Rebeca le sugiere a Sofía pedirle el divorcio a Alejandro para sacarle una suma importante de dinero. Eduardo planea utilizar a Karen para demostrarle a su mamá que está arrepentido de lo que pasó con Sofía. Jimena le aconseja a sus hijas aprovecharse del daño que les han ocasionado los Noriega para cobrarse muy caro sus errores. Jimena, le pide a Isabela que la ayude con Karen para que perdone a Eduardo, y Miguel le jura a Sofía que comenzará a cuidarse a cambio de que olvide a Alejandro para que ambos sanen su corazón. |                                              |                           |                      |
| 62 | «No te cierres al destino»                   | 17 de enero de 2023       | 3.3                  |
| Alejandro quiere darle todo el poder a Eduardo, pero Alan le pide que lo piense bien. Jimena supervisa todos los movimientos de la empresa y le informa a Eduardo que ya sabe de dónde va a sacar el dinero de Alejandro. Eduardo sorprende a Karen con una cena romántica, pero ella hace evidente su desdén. Sofía se compromete con Miguel a cuidarlo y atenderlo personalmente mientras recupera su salud. Lucía agradece a Isabela todo lo que está haciendo por Alejandro. Karen no resiste los encantos de Eduardo y se entrega a él. Eduardo le propone matrimonio a Karen. |                                              |                           |                      |
| 63 | «No te voy a querer dejar ir»                | 18 de enero de 2023       | 3.3                  |
| Karen rechaza el anillo de compromiso de Eduardo. Miguel agradece a Sofía todo lo que está haciendo por él. Sofía se entera de que Miguel tuvo un triste pasado amoroso. Jimena le aconseja a Eduardo que le dé tiempo a Karen. Isabela le pide a Alejandro que tome el control de la empresa ya que todos lo necesitan pero él está decidido a ceder la dirección a Eduardo ya que quiere dejar el Grupo Alva por un tiempo. Isabela le asegura a Jimena que no le gusta que trabaje a espaldas de Alejandro. Miguel le pide a Sofía que invite a su familia a su casa para que se sientan a gusto. Narro y los pescadores llegan a las oficinas de Grupo Alva para hablar con Alejandro, Álvaro los provoca, pero Sofía les pide que se calmen porque Alejandro es un hombre de palabra y responderá por lo que está pasando. |                                              |                           |                      |
| 64 | «Cada vez más decepciona más»                | 19 de enero de 2023       | 3.6                  |
| Sofía le reitera a Alejandro que le importa y por tal motivo quiso ayudarlo con el tema de los pescadores. Karen sigue sin perdonar a Eduardo y Jimena da la autorización para construir los nuevos hoteles. Alejandro le reclama a Eduardo por no estar al pendiente del tema de los pescadores y le informa a su hermano que ahora él se hará cargo de la dirección de la empresa. Rebeca conoce a Miguel y le asegura que la familia Noriega siempre las humilló, él le pide que deje el pasado atrás. Álvaro no pierde la oportunidad de hablar mal de Alejandro y de Alan con Luis. Eduardo le demuestra a su mamá que está arrepentido y le comenta que le propuso matrimonio a Karen. Hugo le aconseja a Alejandro que haga una pausa en su vida, pero que no deje que Eduardo destruya la empresa. Eduardo, le cuenta a Karen y a Isabela los planes que tiene como director de Grupo Alva. Miguel le hace saber a Alejandro que Sofía está viviendo en su casa, él le pide que no le crea nada de lo que le dice. |                                              |                           |                      |
| 65 | «Ayúdame a olvidarla»                        | 20 de enero de 2023       | 3.3                  |
| Miguel se queja con Alejandro por la forma en que trató a Sofía, Alejandro le pide que se mantenga al margen de su relación. Karen le dice a Isabela que aceptará la propuesta de matrimonio de Eduardo, pero que le hará pagar por su engaño. Jimena se entera de los planes de Karen con Eduardo y celebra que por fin la fortuna de Noriega estará de su lado. Miguel intenta ayudar a Sofía a olvidar a Alejandro. Eduardo le jura a Karen que no volverá a ver a Sofía, Karen accede a casarse con él. Alejandro le pide a Isabela que lo ayude a olvidar a Sofía, él la besa. |                                              |                           |                      |
| 66 | «Qué rico es despertar en tus brazos»        | 23 de enero de 2023       | 3.3                  |
| Miguel se queja con Alejandro por la forma en que trató a Sofía, Alejandro le pide que se mantenga al margen de su relación. Karen le dice a Isabela que aceptará la propuesta de matrimonio de Eduardo, pero que le hará pagar por su engaño. Jimena se entera de los planes de Karen con Eduardo y celebra que por fin la fortuna de Noriega estará de su lado. Miguel intenta ayudar a Sofía a olvidar a Alejandro. Eduardo le jura a Karen que no volverá a ver a Sofía, Karen accede a casarse con él. Alejandro le pide a Isabela que lo ayude a olvidar a Sofía, él la besa. |                                              |                           |                      |
| 67 | «Una oportunidad para volver a amar»         | 24 de enero de 2023       | 3.5                  |
| Isabela le advierte a Eduardo que no jugará con su hermana. Jimena le informa a Alejandro que será ella quien haga negocios con Miguel. Miguel le pide a Sofía que se dé otra oportunidad para volver a amar. Alejandro rechaza la propuesta de Jimena y le dice que no tiene experiencia empresarial. Álvaro amenaza a Rebeca con revelar todo lo que sabe sobre ella. Sofía accede a salir con Miguel. Alejandro ya no quiere saber nada de la empresa. Sofía encuentra a Alejandro besándose con Isabela. |                                              |                           |                      |
| 68 | «Estoy enamorado de otra mujer»              | 25 de enero de 2023       | 3.5                  |
| Karen le pone condiciones a Eduardo para su boda. Sofía se entera de lo que le hicieron a su padre y está lista para denunciar a Ulises por robo. Alejandro le dice a Vanessa que ya no puede confiar en nadie. Rebeca sorprende a Miguel mientras él está en la ducha y lo besa, él le asegura que está confundiendo el momento ya que él está enamorado de otra mujer, Rebeca le pide a Miguel que no le diga nada a Sofía. Vanessa le dice a Isabela que siente nostalgia desde que encontró varias cartas de Ernesto. Alejandro busca a Sofía en el restaurante, pero Alfonso lo obliga a irse. |                                              |                           |                      |
| 69 | «¿Tan pronto me olvidaste?»                  | 26 de enero de 2023       | 3.5                  |
| Alejandro le reclama a Sofía por vivir con Miguel, ella se niega a hablar con él y lo corre del restaurante. Eduardo presiente que Karen lo está poniendo a prueba con todas sus exigencias. Sofía, le comenta a Miguel que Alejandro la buscó para saber qué era lo que estaba haciendo con él y le asegura que si hubiera llegado con una actitud distinta lo hubiera perdonado, Blanquita le da una cachetada a Luis por insultarla. Vanessa, le asegura a Eduardo que hay algo raro con la muerte de Ernesto y está dispuesta a descubrirlo. Rebeca le pide trabajo a Miguel y Alejandro se arrepiente de buscar a Sofía. Vanessa descubre que Ernesto tenía comunicación con Rebeca, por lo que sospecha que ella tuvo que ver con su muerte. Isabela le suplica una oportunidad a Alejandro y él le pide que se quede en la casa. Blanquita, le aconseja a Sofía darse una oportunidad en el amor. Alejandro le pide a Isabela que se quede el tiempo que quiera con él, ella acepta y le asegura que está dispuesta a comenzar una vida a su lado. |                                              |                           |                      |
| 70 | «¡Estás embarazada!»                         | 27 de enero de 2023       | 3.6                  |
| Eduardo, chantajea a Rebeca y le asegura que entre más información le proporcione, más la va ayudar. Isabela le comparte a Vanessa que se dio una oportunidad con su hermano. Isabela, le propone a Karen lograr que Alejandro y Eduardo se reconcilien para que Lucía siempre esté agradecida con ellas y así puedan tener el control de la familia. Eduardo planea quedarse con la empresa de Miguel. Jimena no está de acuerdo de que su hija Isabela se vaya con Alejandro, ella le asegura que llegó el momento que siempre había soñado y le jura que el hijo de Lucía le va a proponer matrimonio. Miguel le confiesa a Sofía lo que siente por ella. Alan encuentra a Álvaro con Luis y le asegura que no debe estar en el área, ya que son negocios que no le pertenecen a Eduardo. Sofía se entera de que está embarazada y le asegura a Miguel que se siente muy triste al saber que Alejandro no estará en su embarazo y le pide que guarde su secreto, ya que quiere proteger a su bebé de la familia Noriega. |                                              |                           |                      |
| 71 | «Estoy enamorado de ti»                      | 30 de enero de 2023       | 3.7                  |
| Miguel sorprende a Sofía con un par de regalos para cuidarse durante su embarazo, él intenta darle un beso, pero Blanquita los interrumpe. Alan busca hablar con Jimena sobre lo sucedido con el dinero de Miguel dentro de la empresa de Alejandro. Sofía está dispuesta a regresar a La Paz para que su hijo pueda estar lejos de la familia de Alejandro. Lucía planea ausentarse por unos días de la casa para darle su espacio a Isabela y a su hijo. Eduardo se molesta al sentirse comparado con su hermano. Malena confiesa que siente algo por Alfonso. Sofía está muy ilusionada con la llegada de su bebé, por lo que Miguel está dispuesto a cuidarla. Jimena, le informa a Eduardo que Alan le reclamó por el dinero que tomaron de Miguel. Isabela, le jura a Vanessa que luchará para que Alejandro y Eduardo se reconcilien. Alfonso le asegura a a Fausto que siente algo por Malena, y Luis se arrepiente por haber insultado a Blanquita, por lo que le pide a su papá que la cuide de la maldad de Alan. Miguel, al conocer que Sofía planea regresar a La Paz, le pide que se quede a su lado ya que está enamorado, ella se niega a darle una oportunidad ya que todavía es esposa de Alejandro. |                                              |                           |                      |
| 72 | «Sofía, siempre Sofía»                       | 31 de enero de 2023       | 3.4                  |
| Rebeca se entera de que Miguel está enamorado de Sofía. Sofía le confiesa a Rebeca que está esperando un hijo de Alejandro, pero se niega a darle la noticia; Rebeca le pide a Sofía que no sea egoísta con su hijo y que lo deje disfrutar de la riqueza de los Noriega. Alfonso agradece a su Sofía que le haya comprado el restaurante. Miguel le confirma a Sofía que compró el restaurante para que Alfonso siguiera trabajando y ahora ella no se preocupara por él. Vanessa ve a Rebeca en la oficina y descubre que ella es la asistente de Max. Miguel visita a Alejandro para informarle que ya no piensa trabajar con su familia luego de que le quitaran el dinero sin su autorización. Alejandro le asegura a Isabela que Jimena y Eduardo son los únicos culpables de la salida de Miguel del Grupo Alva, confronta a Eduardo por hacer negocios a sus espaldas. |                                              |                           |                      |
| 73 | «Ya entendí que perdí»                       | 1 de febrero de 2023      | 3.5                  |
| Rebeca le dice a Max que Sofía está esperando un hijo de Alejandro. Vanessa, al ver que Alejandro ya no está interesado en la empresa, le informa que va a someter a votación su expulsión del Grupo Alva. Alfonso y Malena se besan. Sofía se entera de que Grupo Alva podría quebrar con la salida de Miguel como accionista. Alejandro se entera de los planes de Eduardo con su empresa constructora. Vanessa le dice a Max que no quiere que Rebeca trabaje con él. Alejandro le pide a Miguel que reconsidere quedarse en la empresa y que entienda que no es fácil perder a una persona como Sofía. Miguel acepta quedarse en Grupo Alva. Isabela siente que no está haciendo feliz a Alejandro. Álvaro descubre que Rebeca esconde ropa de bebé. |                                              |                           |                      |
| 74 | «¡Ese hijo no va a nacer!»                   | 2 de febrero de 2023      | 3.4                  |
| Álvaro se llena de emoción cuando se entera de que Rebeca está esperando a su hijo, pero ella termina confesándole que es Sofía la que está embarazada y aunque Rebeca le pidió que lo mantuviera en secreto, Álvaro se lo revela a Eduardo. Sofía le pregunta a Rebeca qué pasó la noche que Alejandro la encontró con Eduardo. Miguel les asegura a Vanessa y Eduardo que ellos no tienen la experiencia empresarial de su hermano, Alejandro les pide a Vanessa y Eduardo que le devuelvan el dinero a Miguel. Isabela se entera del embarazo de Sofía y está segura de que existe la posibilidad de que su bebé también sea de Eduardo, por lo que ella y Karen están listas para enfrentarla. Eduardo le informa a Alejandro que deben hacerse una prueba de ADN ya que Sofía está embarazada y no sabe quién es el padre. |                                              |                           |                      |
| 75 | «Lo siento, Sofía»                           | 3 de febrero de 2023      | 3.8                  |
| Hugo le ruega a Alejandro que no caiga en las mentiras de Eduardo y le pide que busque a Sofía. Isabela ve a Sofía sola en la calle y la atropella, Karen rompe a llorar al ver que lo hizo Isabela. Alejandro se queja con Miguel por no decirle que Sofía está embarazada. Isabela le pide a Karen que se calme, ella se enfada e Isabela le da una bofetada. Alejandro se entera de que existe la posibilidad de que Sofía pierda a su bebé. Sofía se despierta y pregunta por Miguel. Isabela se entera de que Alejandro está en el hospital. Sofía confirma que fue su hermana Rebeca quien la traicionó al revelar que está embarazada. Alejandro le pide a Sofía otra oportunidad. |                                              |                           |                      |
| 76 | «Soy capaz de todo por mi bebé»              | 6 de febrero de 2023      | 3.9                  |
| Sofía le dice a Alejandro que no pueden estar juntos porque su familia no la quiere. Jimena ayuda a sus hijas a evitar que las descubran por haber atropellado a Sofía. Isabela le informa a Eduardo que Sofía está en el hospital desde que la atropellaron. Eduardo sospecha que Karen le oculta algo, ella se pone nerviosa y le dice que todo es por los planes de boda. Vanessa le dice a Alejandro que Sofía solo lo está manipulando, él le asegura que su esposa y su bebé son su única familia. Lucía acusa a Jimena de abuso de confianza porque no le gustaba que tomara decisiones durante su ausencia. Sofía llora cuando se entera de que su hijo corre peligro. Lucía confronta a Eduardo sobre el dinero que le quitó a Miguel y que el proyecto que está haciendo es solo para complacer a Karen. |                                              |                           |                      |
| 77 | «Yo no me voy a casar»                       | 7 de febrero de 2023      | 3.8                  |
| Lucía se entera de que Sofía está embarazada, pero Eduardo le asegura que no sabe si el bebé es suyo o de Alejandro. Isabela finge estar emocionada por el embarazo de Sofía. Miguel le dice a Sofía que le demostrará todo el amor que le tiene. Lucía le dice a Vanessa que no permitirá que su nieto crezca lejos de la familia. Eduardo confronta a Isabela diciéndole que atropelló a Sofía. Alfonso está decidido a anunciar su relación con Malena. Sofía se entera de que su bebé está fuera de peligro. Karen prepara su maleta para irse del pueblo y dejar plantado a Eduardo el día de la boda, Jimena se lo prohíbe, le da una bofetada y le asegura que si quiere vengarse de él, que lo haga cuando esté casada. |                                              |                           |                      |
| 78 | «Puede besar a la novia»                     | 8 de febrero de 2023      | 4.1                  |
| Alfonso le confiesa a Fausto que se enamoró de Malena, Fausto le pide que la olvide por el pacto que hicieron. Eduardo confirma que Karen se casó con él por venganza, ella le asegura que su vida se convertirá en un infierno. Sofía llega con Miguel a la boda de Karen y Eduardo. Sofía le dice a Alejandro que su bebé está fuera de peligro, mientras Isabela comenta que su hijo será muy querido, pero Sofía dice que no permitirá que su bebé viva con gente hipócrita. Eduardo busca a Sofía para decirle que aún la ama, Miguel sale en su defensa. Max le pide a Vanessa que retomen su relación, pero que se deshaga de sus prejuicios sobre Sofía. Sofía le dice a Rebeca que está decepcionada de ella porque una vez más la traicionó al revelar la noticia de su embarazo, así que no la quiere cerca de su vida y la echa de la casa de Miguel. |                                              |                           |                      |
| 79 | «Estoy lista para intentarlo»                | 9 de febrero de 2023      | 4.0                  |
| Rebeca rechaza la relación de su padre con Malena porque es una mujer de bajos recursos. Sofía asegura a Miguel que está dispuesta a enamorarse de él. Malena rompe con Alfonso por culpa de Rebeca. Lucía, al enterarse de las intenciones de Max con Vanessa, le pide ayuda para que Miguel vuelva a confiar en la empresa, Max le pide a Lucía que no mezcle los asuntos profesionales con los personales. Jimena informa a Isabela de que la policía ha encontrado el coche con un golpe y restos de sangre. Alfonso sorprende a Malena con una romántica serenata. Sofía besa a Miguel delante de Alejandro y le dice que ha decidido darse una oportunidad con él, Alejandro le ruega que esté con ella, pero Sofía lo quiere fuera de su vida. Alejandro planea suspender la construcción de los hoteles de Eduardo. Eduardo le jura a Miguel que el único objetivo de Sofía es que él cuide a su hijo, cuando Miguel la defiende, comienza a sentirse mal. |                                              |                           |                      |
| 80 | «Adiós, Miguel»                              | 10 de febrero de 2023     | 3.7                  |
| Miguel, le jura a Eduardo que va a comprobar que él estuvo detrás del accidente de Alejandro. Isabela le confirma a Karen que Eduardo ya sabe que ella atropelló a Sofía. Miguel llega a casa y le confiesa a Sofía que discutió con Eduardo, él comienza a sentirse mal. Miguel muere en los brazos de Sofía, no sin antes decirle lo mucho que la amó. Jimena le informa a Eduardo que Lucía planea revocar su poder, por lo que le pide realizar una acción antes de que les quiten el control de la compañía. Alejandro llega al funeral de Miguel para darle el pésame a Sofía, pero por otro lado, Eduardo celebra la muerte de su socio y le asegura a Jimena que nadie podrá frenar su construcción. Sofía enfrenta a Eduardo por la muerte de Miguel; Isabela, Karen y Jimena tratan de defenderlo, pero Alejandro las termina corriendo del funeral. Sofía cumple con la última voluntad de Miguel. Luis confiesa que Eduardo y Álvaro lo utilizaron, Alejandro le asegura que no lo va a correr, pero lo necesita de su lado para meter a su hermano a la cárcel. |                                              |                           |                      |
| 81 | «Soy la nueva dueña de Grupo Cantú»          | 13 de febrero de 2023     | 4.0                  |
| Isabela teme que Sofía vuelva a acercarse a Alejandro, ahora que Miguel ha muerto. Luis, le asegura a Álvaro que está dispuesto a ayudarlos a él y a Eduardo en todo lo que pueda. Eduardo acepta pagar el dinero que le quitó a Miguel. Sofía teme no poder con la responsabilidad que le dejó Miguel. Blanquita, se entera de que Luis le ha dado información confidencial sobre Alejandro a Eduardo. Lucía está decepcionada de Jimena. Sofía se presenta como la nueva directora de Grupo Cantú. Eduardo teme perder el terreno para sus hoteles porque no tiene el dinero que le quitó a Miguel. Sofía le dice a Alejandro que no seguirá sufriendo por él. Sofía se burla de Isabela y le pide que disfrute de Alejandro, ya que pronto la dejará. Max recibe una oferta para trabajar en Grupo Cantú. Isabela pelea con Alejandro por celos. Jimena teme perder su hotel, por no tener el dinero de Miguel. Eduardo, sabiendo que Rebeca le ocultó información sobre Sofía, le pide a Álvaro que la mate. |                                              |                           |                      |
| 82 | «Por fin va a pagar por lo que hizo»         | 14 de febrero de 2023     | 4.1                  |
| Álvaro, le asegura a Eduardo que cumplirá con su petición pero le pide tiempo ya que no quiere levantar sospechas. Alejandro está decidido a recuperar el amor de Sofía. Max, le asegura a Vanessa que Jimena y Eduardo solo la están utilizando. Eduardo, le asegura a su mamá que Jimena fue la única persona que creyó en él. Luis le muestra a Alfonso el video que demuestra que Álvaro provocó el accidente de Alejandro, y Jimena busca a Sofía para pedirle ayuda. Lucía, le aconseja a Vanessa que luche por el amor de Max. Alejandro está convencido de que su lugar es con Sofía y con su bebé, por lo que termina con Isabela. Alejandro confirma que Eduardo mandó a Álvaro para alterar la turbina y provocar el accidente aéreo. Jimena, le pide a Isabela que se trague su orgullo y busque a Alejandro, ella le asegura que no es objeto para dejarse utilizar. Álvaro, le pide a Rebeca irse muy lejos para salvar su vida, confesándole que su vida está en peligro ya que Eduardo le pidió que la matara. Álvaro es detenido por homicidio y le asegura a Alejandro que está dispuesto a revelarle todo lo que sabe de su hermano. Eduardo intenta besar a Sofía.                                 |                                              |                           |                      |
| 83 | «No voy a regresar contigo»                  | 15 de febrero de 2023     | 4.2                  |
| Álvaro, al saber que Eduardo no piensa ayudarlo, le confiesa a Alejandro que su hermano mató a Ernesto y Rebeca fue su cómplice para que él pudiera jugar con su mente todo el tiempo. Álvaro, se despide de Rebeca y le pide que se vaya de Cabo. Alejandro, le confiesa a Sofía que su hermana la drogó para que Eduardo se metiera a su cama, él le pide perdón por desconfiar de su palabra, pero ella lo rechaza. Sofía, le confiesa a su papá que Rebeca la traicionó, ya que siempre estuvo ayudando a Eduardo para que le hiciera daño y la separara de Alejandro. Vanessa se entera de que su hermano mató a Ernesto. Sofía cachetea a Rebeca, al conocer que la traicionó con Eduardo, ella le pide perdón pero su hermana la corre de la casa. Vanessa, le suplica a Isabela que deje ir a Alejandro, ya que solo está sufriendo por él. Rebeca, le asegura a su papá que no quiso traicionar a Sofía. Jimena es detenida por malversación de fondos y Vanessa enfrenta a Eduardo por la muerte de su esposo. |                                              |                           |                      |
| 84 | «Dio la vida por su hermana»                 | 16 de febrero de 2023     | 4.5                  |
| Eduardo amenaza a Vanessa ahora que ella sabe que él mató a Ernesto. Isabela le pide ayuda a Alejandro para sacar a su madre de la cárcel, pero él se niega. Alejandro le confirma a Lucía que Eduardo intentó matarlo, ella se niega a creer que su hijo sea un asesino. Rebeca le pide a Sofía que le dé una segunda oportunidad, Sofía le reitera que la quiere fuera de su vida. Isabela llega a casa de Sofía para dispararle, pero Rebeca interviene y es herida de muerte. Lucía le muestra a Eduardo la grabación donde acepta sus crímenes y le asegura que la usará para enviarlo a prisión. Isabela es arrestada por dispararle a Rebeca. |                                              |                           |                      |
| 85 | «El amor verdadero es eterno»                | 17 de febrero de 2023     | 4.7                  |
| Karen, le informa a Isabela que pasará más de 20 años en la cárcel por la muerte de Rebeca. Sofía le asegura a Alejandro que solo se han provocado dolor y Álvaro se entera de que Rebeca murió. Lucía busca a Sofía para pedirle perdón por haber desconfiado de ella, admitiendo que el amor de madre, la cegó. Karen, le confiesa a Alejandro que Isabela atropelló a Sofía. Vanessa reconoce que se equivocó con Sofía. Eduardo intenta asfixiar a su hermano, pero Lucía le da un fuerte golpe en la cabeza y cree que lo mató. Lucía se entera de que Eduardo quedó en estado vegetal, Karen lo visita en el hospital y le asegura que su egoísmo y obsesión lo llevó a quedar conectado a una máquina, por lo que ella se despide de él, ya que está dispuesta a comenzar una vida lejos de él. Sofía recupera la fonda de su papá, pero Alejandro llega y la sorprende pidiéndole que le dé una oportunidad, ella acepta, ya que su esencia se quedó en su cuerpo y alma. |                                              |                           |                      |

Nota
1. ↑  Este episodio se pre-estrenó el 21 de octubre de 2022 a través de Vix, la página, app y redes sociales oficiales —incluido el canal de Youtube y cuenta oficial de Facebook— de Las Estrellas.[17]

## Producción

### Desarrollo
A finales de mayo de 2022, se reportó a través de la columna de Juan José Origel para el periódico El Sol de México, que el productor José Alberto Castro estaría interesado en volver a producir una versión de la telenovela de 1985, Tú o nadie. La producción de la telenovela comenzó su rodaje el 18 de julio de 2022.

### Selección de reparto
El 6 de julio de 2022, se reportó que Bárbara de Regil fue elegida como el rol titular femenino, siendo su debut en TelevisaUnivision tras haber colaborado previamente con TV Azteca y Telemundo.

## Audiencias
La telenovela se estrenó en México a través de Las Estrellas con una audiencia inicial de 3.2 millones de espectadores (+P4), superando así a la sexta temporada de Exatlón México, reality show de competencias deportivas de TV Azteca. La telenovela culminó el 17 de febrero de 2023, con un total de 4.7 millones de espectadores (+P4) y un alcance de 12.2 millones de espectadores, superando de nueva cuenta a su competencia cercana —Exatlón México de TV Azteca—.
| Temporada | Horario (CT)                     | Episodios | Primera emisión       | Primera emisión      | Última emisión        | Última emisión       | Prom. de espectadores (millones) |
| Temporada | Horario (CT)                     | Episodios | Fecha                 | Audiencia (millones) | Fecha                 | Audiencia (millones) | Prom. de espectadores (millones) |
| --------- | -------------------------------- | --------- | --------------------- | -------------------- | --------------------- | -------------------- | -------------------------------- |
| 1         | Lunes a viernes 21:30 - 22:30 h. | 85        | 24 de octubre de 2022 | 3.2                  | 17 de febrero de 2023 | 4.7                  | 3.3                              |

## Premios y nominaciones

### TV Adicto Golden Awards 2022
| Categoría                   | Nominados                   | Resultado |
| --------------------------- | --------------------------- | --------- |
| Mejores créditos de entrada | Mejores créditos de entrada | Ganador   |
| Reconocimiento especial     | Rebecca Jones               | Ganadora  |

### Premios PRODU 2023
| Categoría                                     | Nominados                      | Resultados |
| --------------------------------------------- | ------------------------------ | ---------- |
| Mejor telenovela corta                        | José Alberto Castro            | Pendiente  |
| Mejor tema musical de Superserie y telenovela | «Tú» (Melissa Robles)          | Pendiente  |
| Mejor dirección - Superserie y telenovela     | Salvador Garcini y Fez Noriega | Pendiente  |